# The New Game
The New Game es el cuarto álbum de estudio de la banda estadounidense de metal alternativo Mudvayne, publicado el 18 de noviembre a través de la discográfica Epic Records.

## Grabación y producción
La grabación del álbum comenzó a finales del 2007 y finalizó a mediados del 2008, mientras que la producción corrió a cargo de Dave Fortman, quien también produjo Lost and Found.

## Lista de canciones
1. "Fish Out of Water" – 3:30
2. "Do What You Do" – 3:36
3. "A New Game" – 5:03
4. "Have It Your Way" – 3:45
5. "A Cinderella Story" – 4:40
6. "The Hate in Me" – 3:22
7. "Scarlet Letters" – 3:56
8. "Dull Boy" – 4:14
9. "Same Ol'" – 4:49
10. "Never Enough" – 3:39
11. "We the People" – 3:07